# Низ (Брянская область)
Низ — посёлок в Суражском районе Брянской области. Входит в состав Овчинского сельского поселения.

## География
Посёлок находится в северо-западной части Брянской области, на расстоянии примерно 3 км (по прямой) к северу от города Сураж, административного центра района.

### Часовой пояс
Посёлок Низ, как и вся Брянская область, находится в часовой зоне МСК (московское время). Смещение применяемого времени относительно UTC составляет +3:00.

## История
На карте 1941 года отмечен как посёлок с 31 двором.
В середине XX века – колхоз "Вестник труда".

## Население
| 2010 | 2013 |
| ---- | ---- |
| 26   | ↗29  |

150 человек (1926), 30 человек (2002), 29 человек (2013).
Будет упразднен как фактически не существующий в связи с переселением всех жителей на постоянное место жительства в другие населённые пункты